# Jonstorps kyrka
Jonstorps kyrka är en kyrkobyggnad i Jonstorp i Lunds stift. Den är församlingskyrka i Farhult-Jonstorps församling. 

## Kyrkobyggnaden
Kyrkan är byggd av gråsten i romansk stil. Kyrkan uppfördes på 1100- eller 1200-talet och är tillägnad Norges nationalhelgon Sankt Olof. Från kyrkans ursprungliga uppförande återstår i dag murrester i väster och söder. Korets stjärnvalv och tornet tillkom på 1400-talet. I korvalvet finns medeltida målningar. År 1899 ersattes de tidigare skyttegluggarna med dagens stora fönster. 

## Inventarier
- Altaruppsatsen från 1594 i renässansstil gestaltar instiftandet av nattvarden.
- Predikstolen i trä uppfördes under Kristian IV:s regering och rymmer hans monogram och valspråk, Regna firmat pietas (fromheten stärker regeringsmakten). Predikstolen pryds även av evangeliststatyetter. På predikstolen finns bl.a. denna latinska text: "Jehovah Est Pastor Meus" (se bild under Galleri). Texten är hämtad från Psalm 23:1 i Bibeln och lyder enligt Helge Åkesons svenska översättning: "Jehová är min herde".
- Votivskeppet som hänger i långhuset föreställer briggen Hiram som innan den köptes till Jonstorp gick som missionsskepp längs Sveriges kuster. Votivskeppet skänktes av sjökapten Nils Martin Thore sedan ett av Thorerederiernas fartyg räddats ur svår storm.
- Krucifixet som hänger över dopaltaret härstammar från 1400-talet och har tidigare stått på en bjälke i valvbågen mellan långhuset och koret.
- Dopfunten i ek från 1948 är huggen ur ett stycke av Ralph Bergholtz. Dopfatet i mässing från 1618 illustrerar bebådelsen.

### Orgel
- 1827 byggde Pehr Zacharias Strand, Stockholm en orgel med 9 1/2 stämmor.
- 1927 byggde E F Walcker, Ludwigsburg, Tyskland en orgel.
- Den nuvarande orgeln byggdes och invigdes 1963 av Poul-Gerhard Andersen's Orgelbyggeri, Köpenhamn och är en mekanisk orgel. Orgeln har tretton stämmor.

| Huvudverk I  | Svällverk II      | Pedal         | Koppel |
| Salicet 8'   | Gedackt 8´        | Subbas 16´    | I/P    |
| Principal 4' | Rörflöjt 4'       | Spetsflöjt 8' | II/P   |
| Valdflöjt 2' | Principal 2'      | Fagott 16'    | II/I   |
| Mixtur III   | Quint 1 1/3'      |               |        |
|              | Cymbel II         |               |        |
|              | Dulcian 8'        |               |        |
|              | Crescendosvällare |               |        |

## Reliker från Sankt Olof
I en blykapsel i altaret förvaras reliker som tillskrivs Sankt Olof. Relikkapseln återfanns 1951 i en relikgömma i sandsten bakom ett gammalt träaltare från 1800-talet. I dosan fanns fem föremål:
- en bit linneväv (tuskaft)
- en bit sidenväv
- en pergamentbit med texten De camisea sti Olaui Regis, "Den helige konungen och martyren S:t.Olof"
- en pergamentbit med latinsk text om de elva tusen jungfrurna
- några pulvriserade benrester

## Kyrkogården
Edvard Persson ligger begravd på kyrkogården.

## Kyrkoherdar
Se lista på sidan om Farhult-Jonstorps församling.

## Bildgalleri

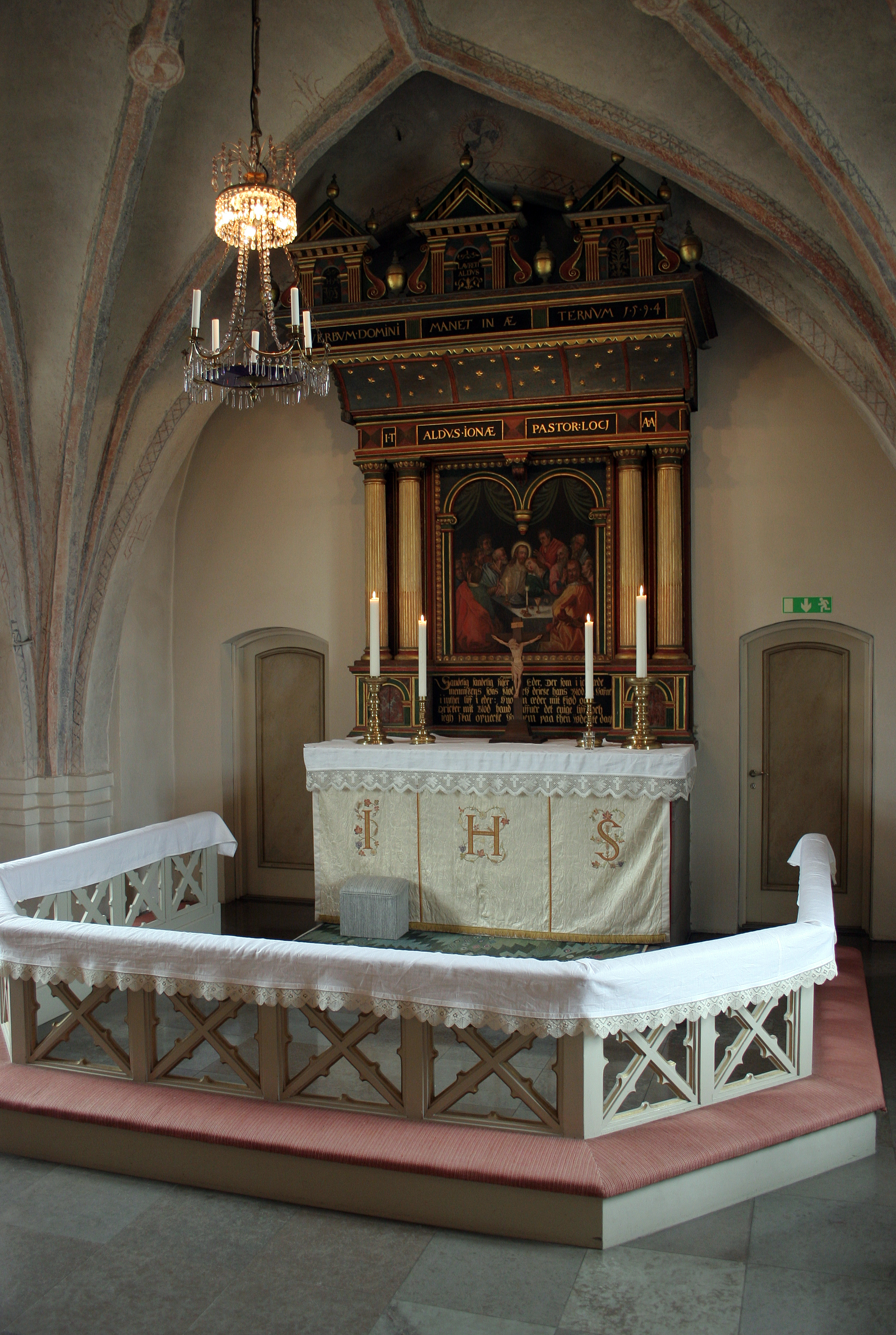
Altaruppsatsen
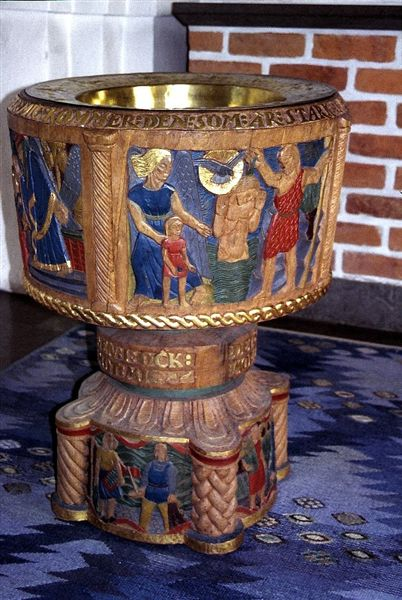
Dopfunten
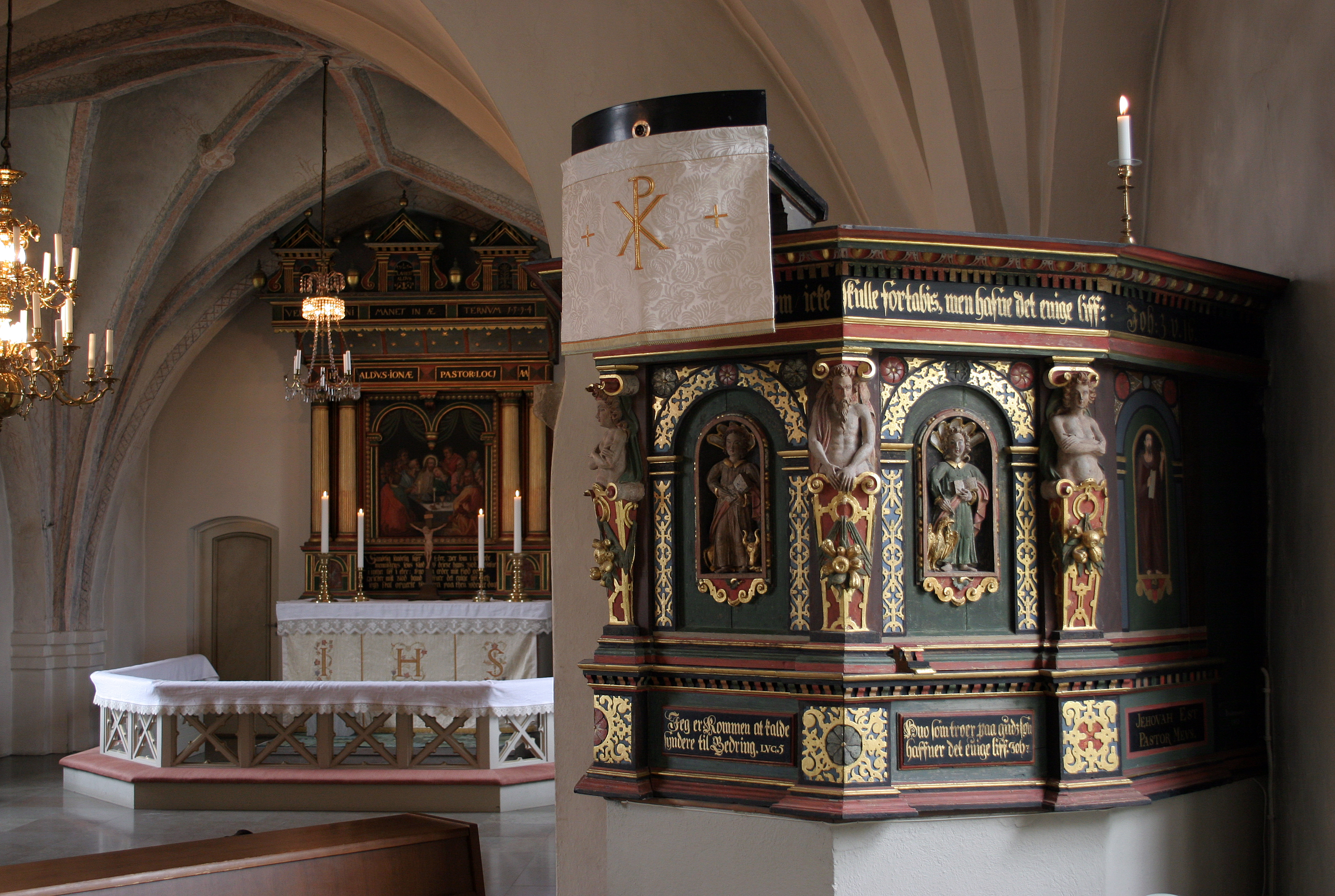
Predikstolen
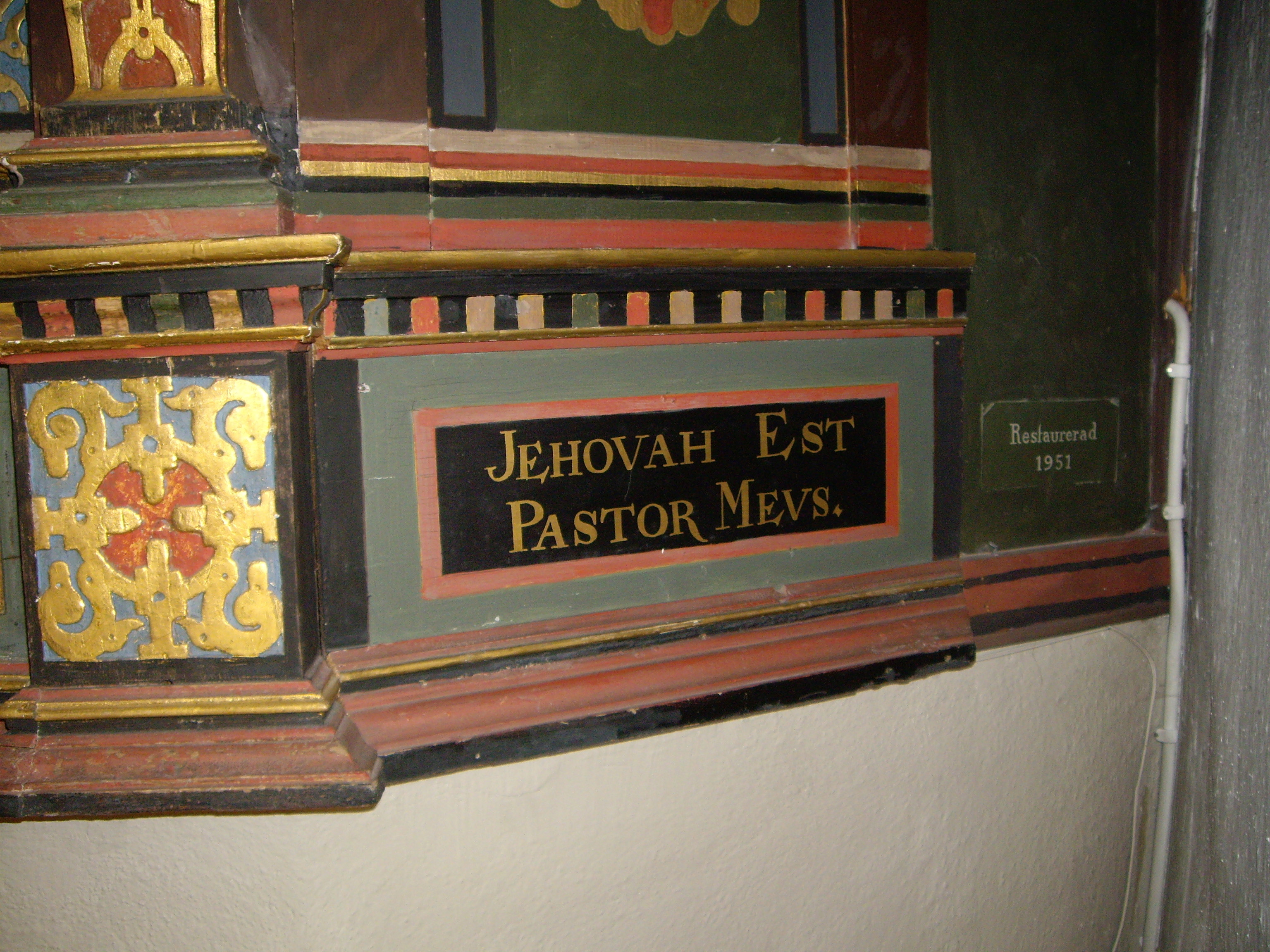
Predikstol med latinsk text: Jehovah Est Pastor Mevs, "Herren är min herde"
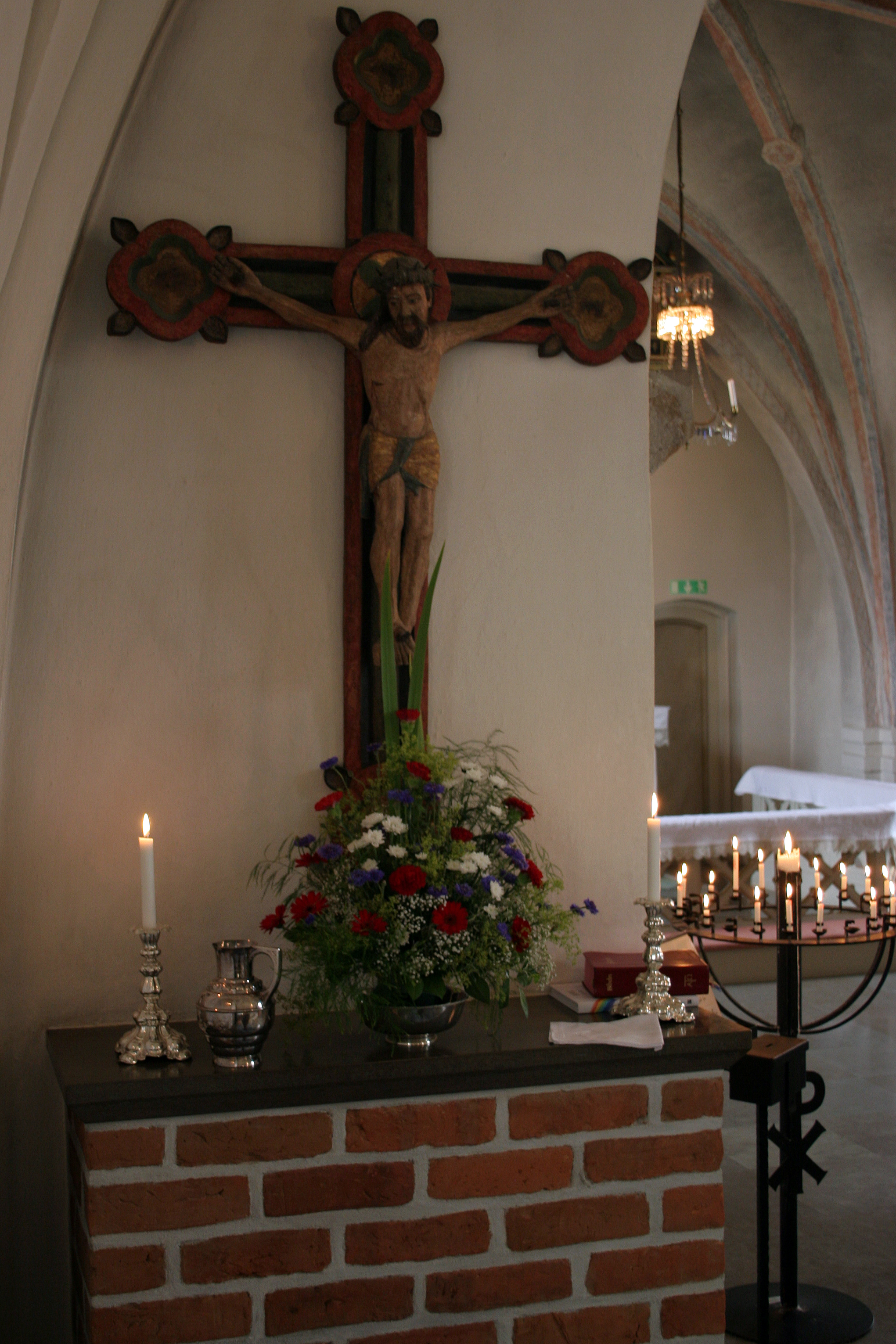
Medeltida krucifix